# Colonia Ignacio Escobar Contreras
Colonia Ignacio Escobar Contreras är en ort i Mexiko.   Den ligger i kommunen Tezonapa och delstaten Veracruz, i den sydöstra delen av landet, 270 km öster om huvudstaden Mexico City. Colonia Ignacio Escobar Contreras ligger 187 meter över havet och antalet invånare är 173.
Terrängen runt Colonia Ignacio Escobar Contreras är varierad. Runt Colonia Ignacio Escobar Contreras är det ganska tätbefolkat, med 100 invånare per kvadratkilometer. Närmaste större samhälle är Cosolapa, 3,2 km öster om Colonia Ignacio Escobar Contreras. Trakten runt Colonia Ignacio Escobar Contreras består till största delen av jordbruksmark.